# Adelocaryum flexuosum
Adelocaryum flexuosum är en strävbladig växtart som beskrevs av August Brand. Adelocaryum flexuosum ingår i släktet Adelocaryum och familjen strävbladiga växter. Inga underarter finns listade i Catalogue of Life.